# Júlio Graça Craveiro
Júlio Graça Craveiro (? – Vila do Conde, Vila do Conde, 29 de Junho de 1897) foi um político português.

## Biografia

### Filiação
Filho de Manuel de Freitas Craveiro e de sua mulher Emília Graça, de Vila do Conde, Vila do Conde.

### Formação
Formou-se em Medicina na Faculdade de Medicina da Universidade de Coimbra em 1892.

### Carreira política
Era Membro do Partido Progressista, e foi eleito Deputado do Reino de Portugal pelo Círculo Eleitoral Uninominal de Vila do Conde na Legislatura de 1894. Não pertenceu a qualquer Comissão Parlamentar nem interveio no Hemiciclo, ou tendo tido uma intervenção a 13 de Outubro de 1894.

### Casamento e descendência
Casou a 11 de Fevereiro de 1894 com Maria Eugénia Leme de Lancastre Cardoso Rangel de Quadros Corte-Real (Porto, Sé, 30 de Agosto de 1876 - Lisboa, Coração de Jesus, 26 de Junho de 1938), sobrinha-neta do 1.º Conde das Alcáçovas e do 2.º Conde das Alcáçovas (pai do 3.º Conde das Alcáçovas e do 1.º Conde de Cuba) e enteada do 1.º Visconde de Negrelos, da qual teve uma única filha:
- Maria Júlio Corte-Real Graça Craveiro (4 de Setembro de 1896 - ?), casada com Acácio da Victória Pereira Magro, com geração[2][5]

Depois de viúva, a sua mulher casou segunda vez em Lisboa, Santos-o-Velho, a 18 de Junho de 1898 com Fernando José de Almeida (São Pedro do Sul, São Pedro do Sul, 1864 - ?), filho de Francisco José de Almeida e de sua mulher Joaquina Margarida Luísa de Almeida, do qual teve quatro filhas.